# گابریل آشو
گابریل آشو (انگلیسی: Gabriel Osho؛ زادهٔ ۱۴ اوت ۱۹۹۸) بازیکن فوتبال است.
از باشگاه‌هایی که در آن بازی کرده‌است می‌توان به باشگاه فوتبال ردینگ اشاره کرد.